# Дигідроартемізинін
Дигідроартемізинін (англ. Dihydroartemisinin) — напівсинтетичний антипротозойний препарат, який застосовується для лікування малярії. Дигідроартемізинін є активним метаболітом всіх складових артемізиніну (артемізиніну, артесунату, артеметру та інших), які також застосовуються як лікарські засоби. Він є напівсинтетичним похідним артемізиніну, а також часто використовується як проміжний продукт у синтезі інших антималярійних препаратів, отриманих з артемізиніну. Він може застосовуватися також у поєднанні з піпераквіном, і ця комбінація є еквівалентною комбінації артеметр/люмефантрин.

## Застосування в медицині
Дигідроартемізинін застосовується для лікування малярії, як правило, у комбінації із піпераквіном. У систематичному огляді рандомізованих контрольованих досліджень показано, що як комбінація дигідроартемізинін/піпераквін, так і артеметр/люмефантрин, є дуже ефективними при лікуванні малярії (високоякісні докази). Проте при застосуванні комбінації дигідроартемізинін/піпераквін виліковується дещо більше хворих, ніж при застосуванні комбінації артеметр/люмефантрин, і ця комбінація після проведеного курсу лікування також запобігає подальшим інфікуванням малярійним плазмодієм протягом довшого терміну (високоякісні докази). Комбінації препаратів дигідроартемізинін/піпераквін та артеметр/люмефантрин, ймовірно, мають подібні побічні ефекти (докази помірної якості). Всі дослідження проводились в Африці. У дослідженнях на хворих, які живуть в Азії, комбінація дигідроартемізинін/піпераквін настільки ж ефективна, як і комбінація артесунат та мефлохін при лікуванні малярії (помірні докази якості). Артесунат та мефлохін, ймовірно, частіше спричинюють нудоту, блювання, запаморочення, безсоння та тахікардію, ніж комбінація дигідроартемізинін/піпераквін (докази помірної якості).

## Фармакологічні властивості
Згідно даних досліджень, механізм дії артемізиніну полягає в розщепленні ендопероксидних містків заліза з утворенням вільних радикалів (гіпервалентні сполуки заліза, епоксиди, альдегіди та дикарбонільні сполуки), які пошкоджують біологічні макромолекули, спричинюючи окислювальний стрес у клітинах паразитів. Збудником малярії є представники типу апікомлексних, зокрема Plasmodium falciparum, які переважно живуть та розмножуються в еритроцитах, та в яких міститься багато заліза у вигляді гемо-групи (у формі гемозоїна). У 2015 році було показано, що артемізинін зв'язується з великою кількістю сполук-мішеней, що свідчить про те, що він не має чітко вираженого механізму дії. У нових дослідженнях препарату показано, що артемізинін діє на широкий спектр білків у протеомі ракової клітини людини шляхом активованого гемами радикального алкілювання.

## Дослідження та експериментальне застосування
Кілька досліджень показують, що дигідроартемізинін та інші ендопероксидні сполуки з подібною до артемізиніну хімічною будовою можуть бути ефективними як експериментальні хіміотерапевтичні засоби для лікування раку. Останні дані досліджень показують, що дигідроартемізинін діє на метастатичні клітини меланоми людини з індукцією NOXA-залежного апоптозу мітохондрій, що спричинює генерацію залізозалежного цитотоксичного окислювального стресу. Також дигідроартемізинін включений до переліку препаратів, які потенційно можуть застосовуватися в лікуванні коронавірусної хвороби 2019.